# Proceroplatus variventris
Proceroplatus variventris är en tvåvingeart som beskrevs av Edwards 1931. Proceroplatus variventris ingår i släktet Proceroplatus och familjen platthornsmyggor.
Artens utbredningsområde är Bolivia. Inga underarter finns listade i Catalogue of Life.